# Kościół św. Katarzyny Aleksandryjskiej w Nowej Rudzie
Kościół świętej Katarzyny Aleksandryjskiej – rzymskokatolicki kościół parafialny należący do dekanatu Nowa Ruda-Słupiec diecezji świdnickiej. Znajduje się w dzielnicy Słupiec.

## Historia
Świątynia została zbudowana w latach 1885-1887, była remontowana w latach 1971-1972 i w 1976 roku. 

## Architektura
Kościół jest okazałą neogotycką budowlą wzniesioną z czerwonego piaskowca.. Trójnawowa budowla charakteryzuje się wysoką wieżą nakrytą ostrosłupowym hełmem ze sterczynami w każdym z narożników. W jej górną część wtopiony jest mechanizm zegarowy. Nawa zamknięta została wielobocznym prezbiterium z oknami witrażowymi, na których są przedstawieni czterej ewangeliści, które jako jedyne przetrwały działania II Wojny Światowej. Na witrażach bocznych są przedstawione sceny z życia Pana Jezusa i Matki Bożej. W środkowej części neogotyckiego ołtarza głównego znajduje się obraz przedstawiający św. Katarzynę, patronkę parafii, unoszącą się na chmurze nad miejską zabudową, jej lewa ręka jest wsparta na mieczu. Z lewej i prawej strony na cokolinach stoją aniołowie pogrążeni w modlitwie. Obok nich są umieszczone postaci dwóch biskupów - św. Wojciecha (Adalbertusa) i św. Walentego. Dwa neogotyckie ołtarze boczne są dedykowane: Maryi (tam są umieszczone również postacie św. Anny i św. Joachima) oraz Gorejącemu Sercu Jezusa (razem z postaciami św. Małgorzaty i św. Teresy). Na pozostałych figurach są przedstawieni: św. Michał Archanioł pokonujący Księcia Ciemności; św. Donatus w stroju rzymskiego żołnierza; św. Barbara otulająca płaszczem klęczącego przy niej górnika oraz św. Alojzy. Sklepienie nawy głównej jest podparte wewnętrzną kolumnadą i zamknięte jest podniebnymi łukami ozdobionymi bogato malowanymi kwiatonami.

## Epitafia
Na murach, w otoczeniu kościoła  znajdują się tablice nagrobne: Oskara Wilhelma Ludwiga von Pilati (13.05.1817-8.09.1894); syna Antona Pilatiego von Tassul zu Daxberg (30.12.1775-4.01.1834) Karola Józefa (5.03.1825-11.05.1901), jego żony Henrietty (geb. Hildprandt von und zu Ottenhausen, 2.05.1840- 13.02.1921);  Maxa Pilatiiego (20.05.1851-28.02.1931), Klary Pilatii (geb. Dresler von Scharfenstein, 8.01.1841-23.09. 1922).

## Pomnik pamięci ofiar I i II wojny światowej

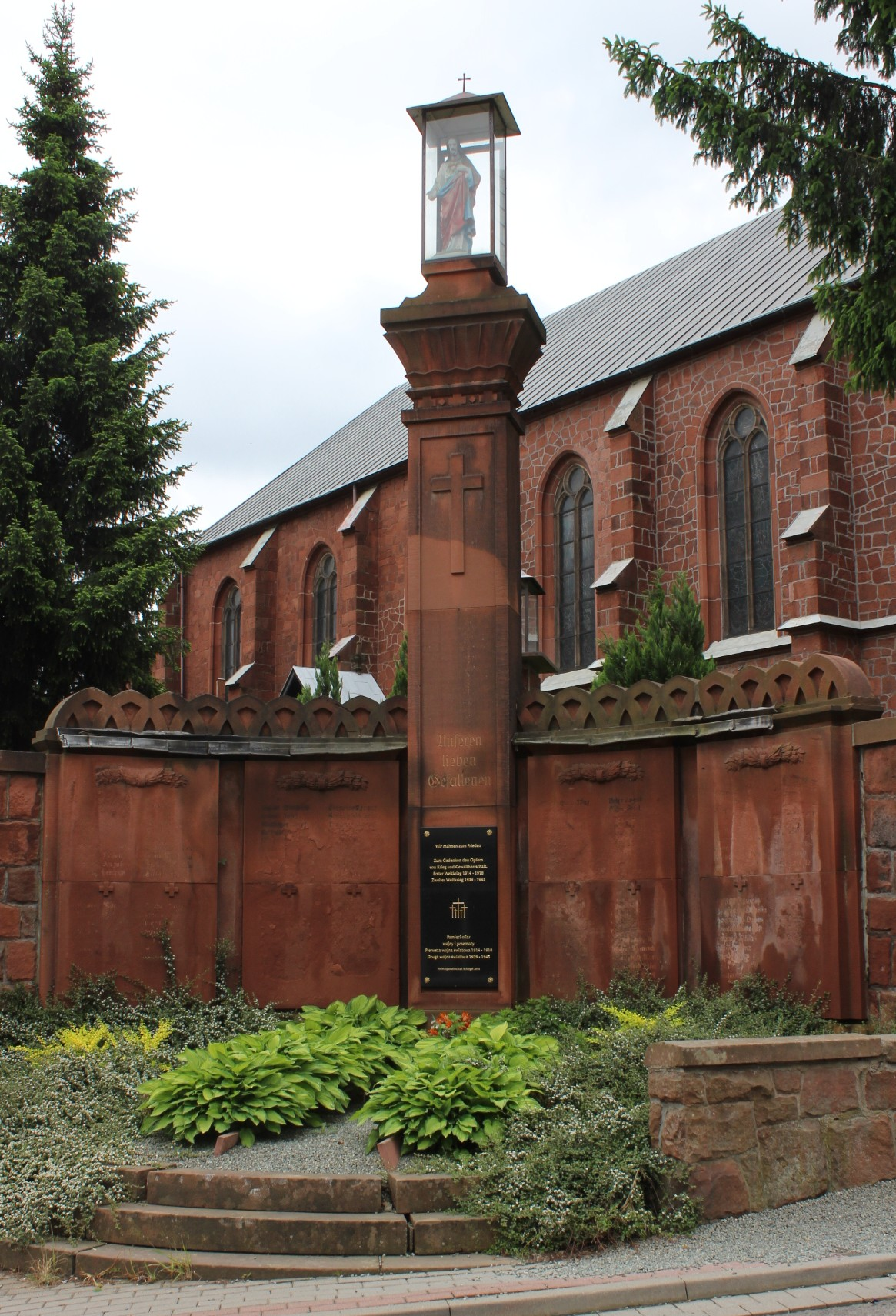
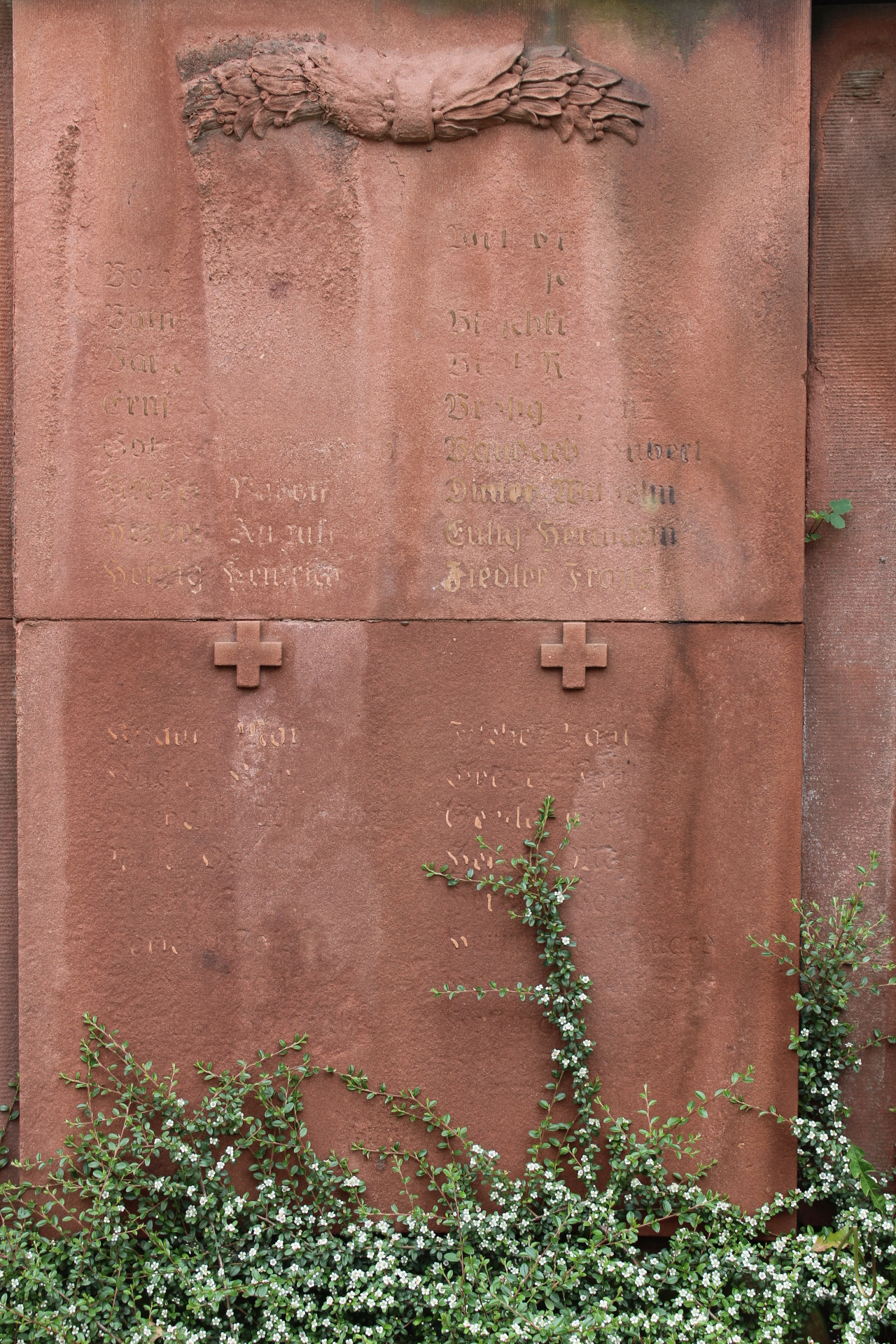
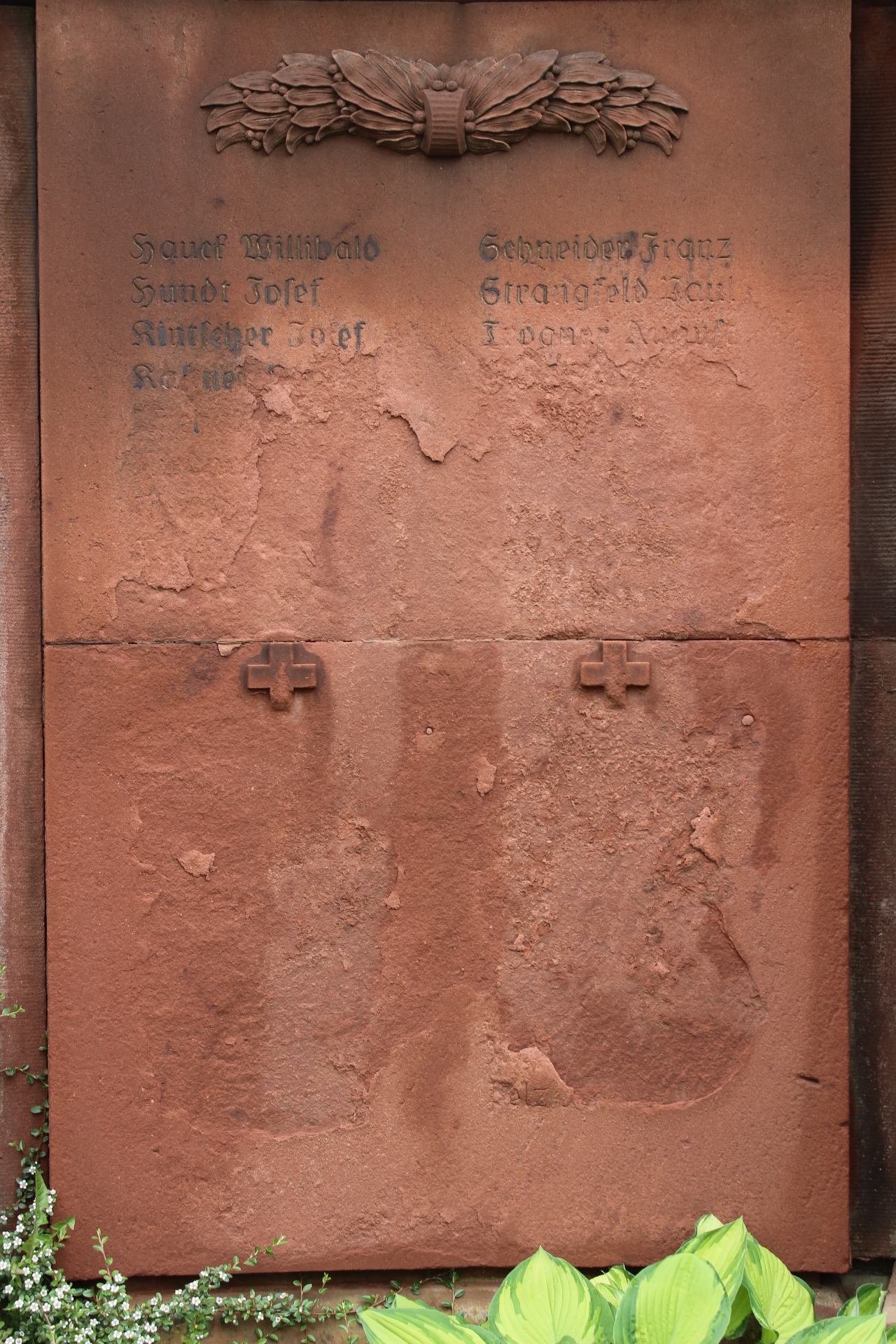
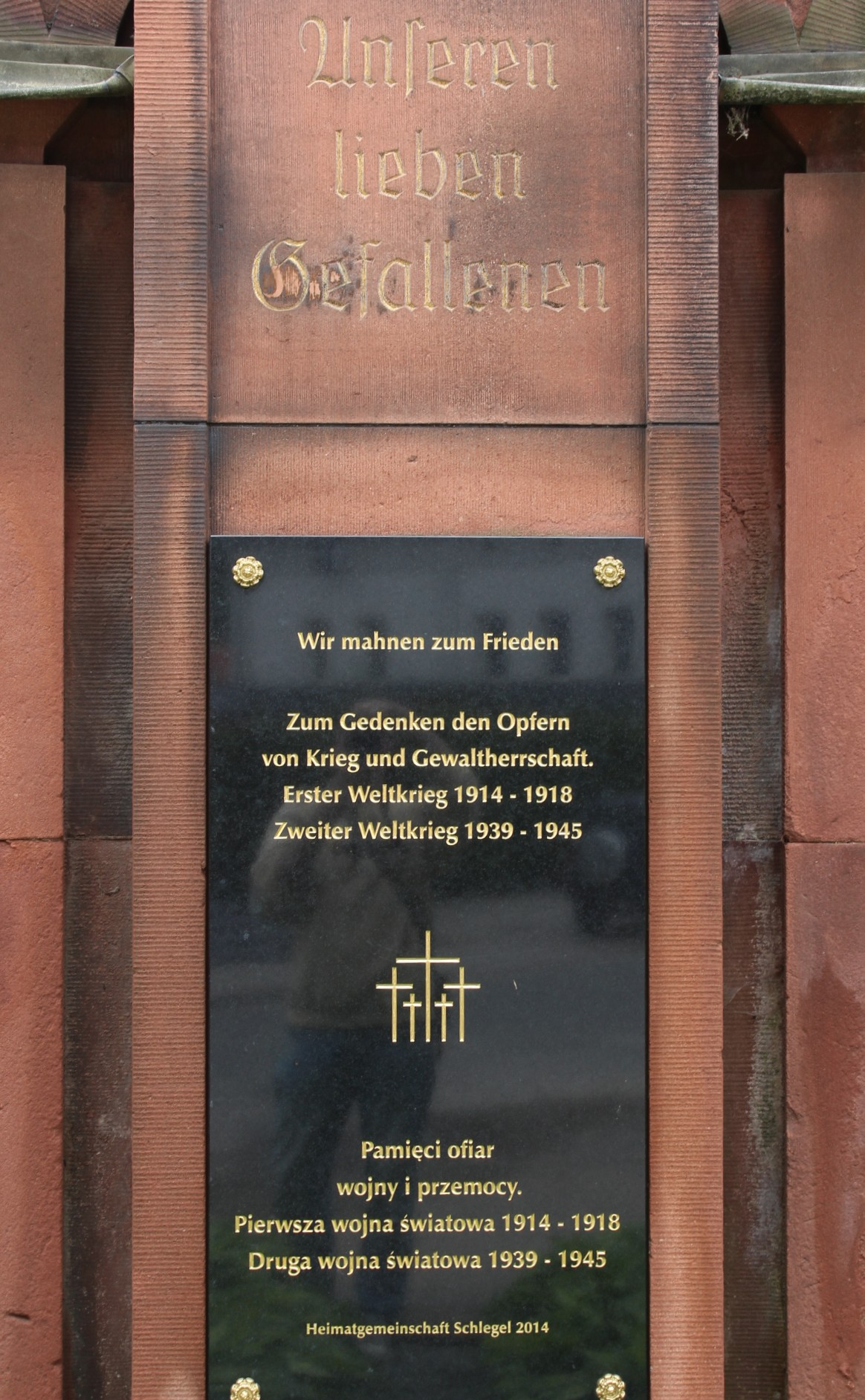
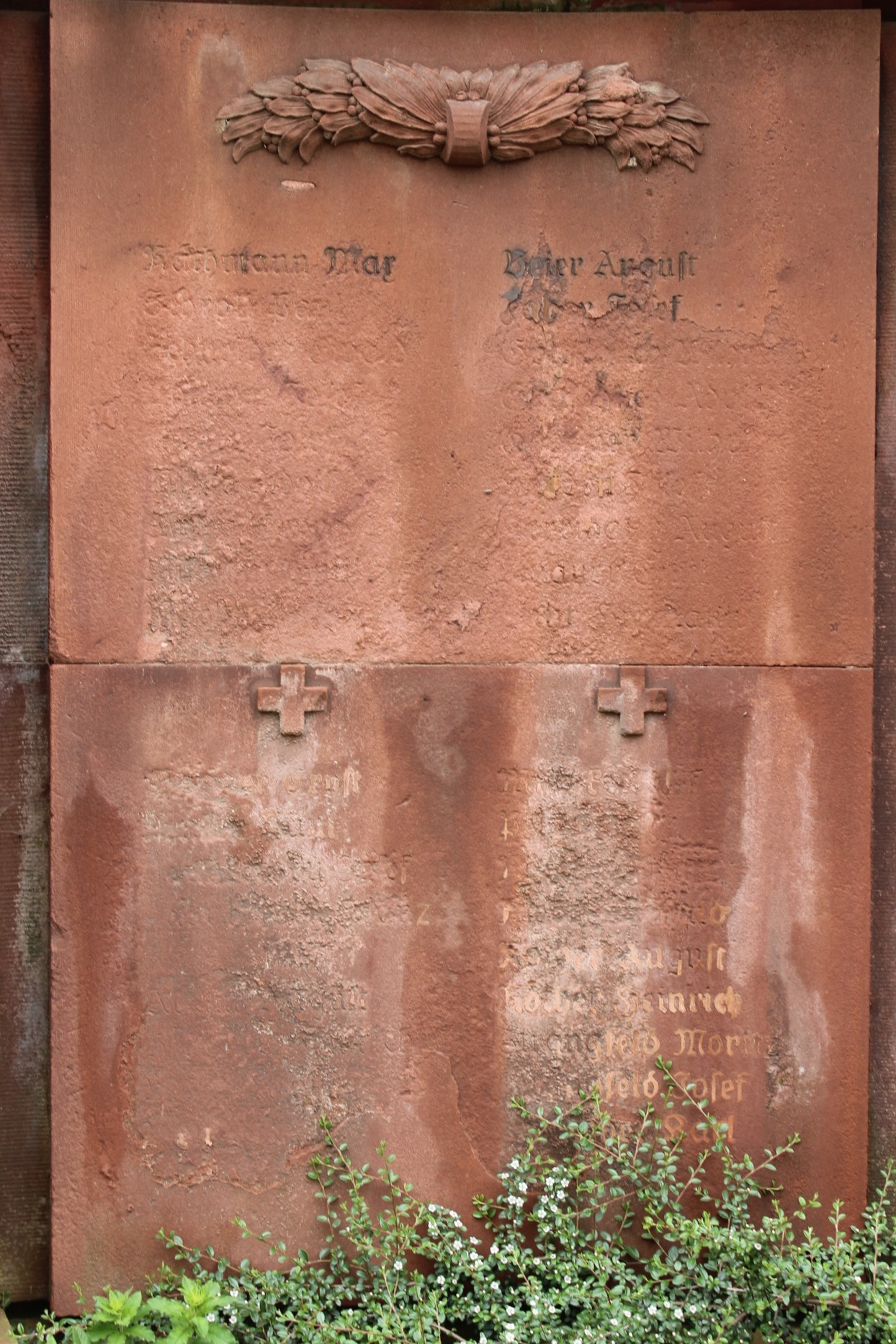
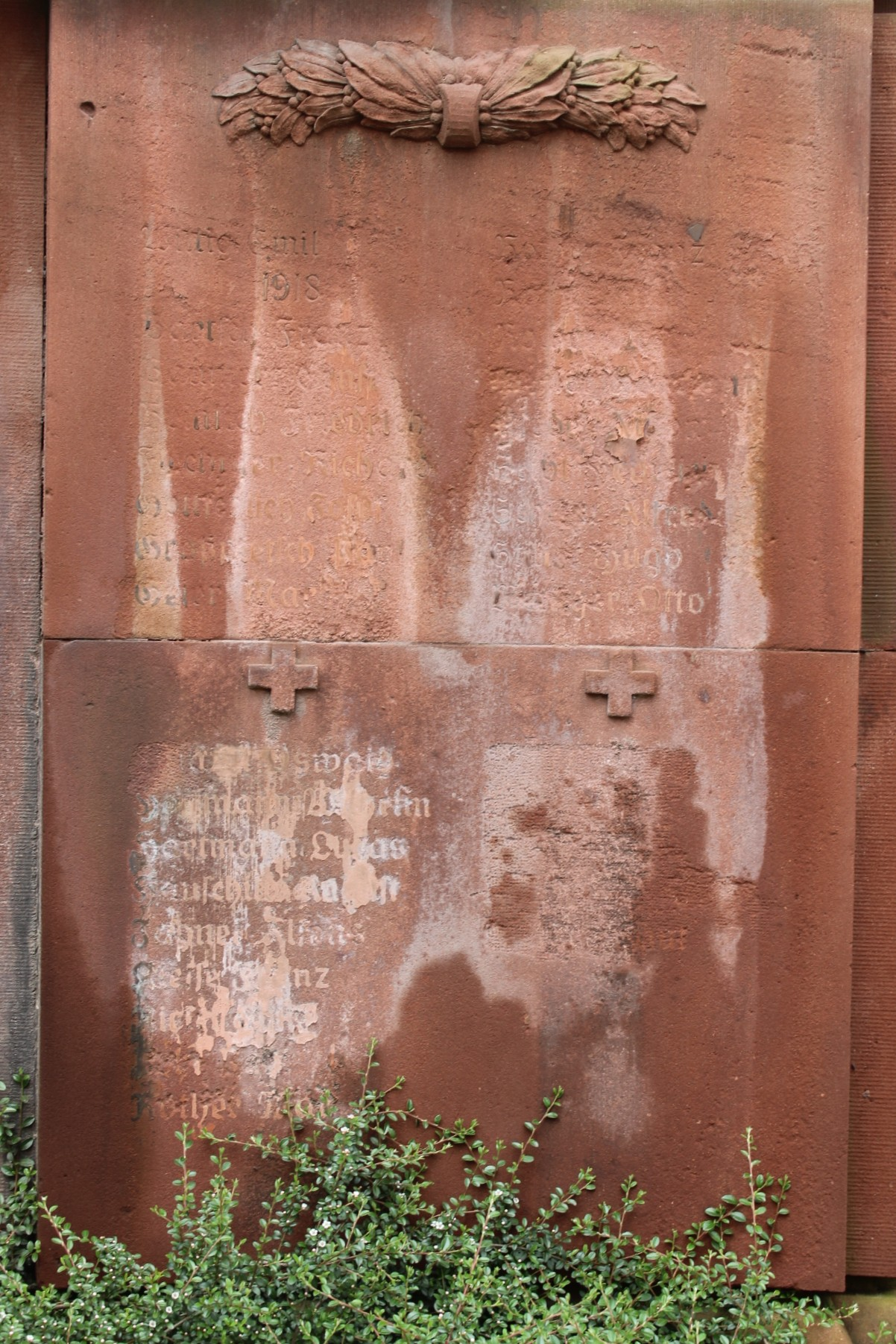